# Aleksandar Krstić
Pour les articles homonymes, voir Krstić.
Aleksandar Krstić (en serbe cyrillique : Александар Kpcтић), né le 10 avril 1962 à Belgrade, est un footballeur serbe.

## Biographie
Il débuta tout d'abord sa carrière de footballeur professionnel au FC Longjumeau en France, lors de la saison 1983-1984.La saison d'après il partit pour US Orléans.
Lors de la saison 1984-1985, Aleksandar Krstić, alors âge de 22 ans, joue en France, à l'US Orléans, au milieu d'attaquants comme Serge Chiesa et Guy Stéphan.
En 1986-1987, Aleksandar Krstić évolue avec le club d'Irlande du Nord, Derry City, et termine meilleur buteur de First Division, équivalent de la deuxième division, avec 18 buts.
Il part l'année suivante en Allemagne pour évoluer avec 1. FC Sarrebruck. Il prend part à 31 matchs et inscrit sept buts en deux saisons.
Après une nouvelle année à Derry City, Krstić revient en France, au Stade ruthénois de 1990 à 1992, puis s'en va terminer sa carrière au Portugal, à Beira-Mar (1992-1994) puis au FC Felgueiras (1994-1996).
Après sa carrière de football professionnel, Aleksandar Krstić devient agent de joueur et notamment des Français Stéphane Dalmat et Vincent Candela mais aussi d'El Hadji Diouf et Danijel Ljuboja.